# Andrena canuta
Andrena canuta är en biart som beskrevs av Warncke 1975. Andrena canuta ingår i släktet sandbin, och familjen grävbin. Inga underarter finns listade i Catalogue of Life.